# Shuriwkaer Güterbahn
| Streckenlänge: | 32,1 km                  |                     |                     |
| Spurweite: | 1520 mm (Russische Spur) |                     |                     |
| |                          |                     |                     |
| \| \| \| von Kiew \| \| \| \| 0,0 \| Jahotyn \| Jahotyn \| \| \| \| nach Poltawa \| \| \| \| \| \| \| \| \| \| \| \| \| \| \| \| \| \| \| \| \| \| \| \| \| \| \| \| \| \| \| \| \| \| 32,1 \| Zuckerwerk Shuriwka \| Zuckerwerk Shuriwka \| |                          |                     |                     |
| Strecke |                          | von Kiew            | von Kiew            |
| Bahnhof | 0,0                      | Jahotyn             | Jahotyn             |
| Abzweig geradeaus und nach rechts |                          | nach Poltawa        | nach Poltawa        |
| Brücke über Wasserlauf |                          |                     |                     |
| ehemaliger Bahnübergang |                          |                     |                     |
| Brücke über Wasserlauf |                          |                     |                     |
| ehemaliger Bahnübergang |                          |                     |                     |
| ehemaliger Bahnübergang |                          |                     |                     |
| ehemaliger Bahnübergang |                          |                     |                     |
| Betriebs-/Güterbahnhof Streckenende | 32,1                     | Zuckerwerk Shuriwka | Zuckerwerk Shuriwka |

Die Shuriwkaer Güterbahn ist eine eingleisige, nicht elektrifizierte Nebenbahn in der Oblast Kiew. Sie verbindet das Zuckerwerk in Shuriwka mit dem Bahnhof Jahotyn an der Bahnstrecke Kiew–Poltawa.

## Geografische Lage
Die Strecke liegt in zwei Kreisen der Oblast Kiew: Rajon Jahotyn und Rajon Shuriwka. Sie ist eine der längsten Privatbahnen der Ukraine.

## Geschichte
Die Strecke wurde vor 1960 erbaut. Sie gehörte immer zum Zuckerwerk Shuriwka (ehemals Zuckerkombinat Rote Armee). Beim Endpunkt in Shuriwka bestand bis Ende der 1970er Jahre ein Anschluss der Schmalspurbahnen des Kombinats. Der Personenverkehr wurde wegen der Wirtschaftskrise 1990 stillgelegt.

## Heutiger Zustand
Die Ernte der Zuckerrüben erfolgt im September. In den folgenden drei Monaten werden die Rüben vom Zuckerwerk verarbeitet. So gibt es auf dieser Strecke nur von Oktober bis Dezember regelmäßigen Verkehr.